# Genysa bicalcarata
Genysa bicalcarata là một loài nhện trong họ Idiopidae.
Loài này thuộc chi Genysa. Genysa bicalcarata được Eugène Simon miêu tả năm 1889.